# Frankie Jonas
Franklin Nathaniel "Frankie" Jonas (født 28. september 2000) er en amerikansk skuespiller, som har en tilbagevendende rolle på Disney Channel-serien JONAS. Hans ældre brødre – Joe, Nick og Kevin – er alle sammen med i pop rock gruppen Jonas Brothers. Frankie er kendt under sine kælenavne ”The Bonus Jonas” og ”Frank the Tank”.

## Skuespillerkarriere
I begyndelsen af 2008, var Frankie med i Disney Kort Serien Jonas Brothers: Living the Dream, et realityshow der fulgte bandet på When You Look Me in the Eyes-touren.
Frankie er med i hans brødres film version og Walter the Farting Dog, som havde premiere i 2010.
I 2009 lagde Frankie stemme til en japansk animeefilm, Hayao Miyazakis ”Ponyo”, som har de premiere i USA d. 14. august 2009. Han spiller Sōsuke, der bliver venner med en ung fisk, der hedder Ponyo, som ønsker at blive en menneskepige.
Han har en tilbagevendende rolle i Disney Channel-serien JONAS, der havde premiere 2. maj 2009 i USA.

## Filmografi
| År   | Titel                                     | Rolle         | Noter                           |
| ---- | ----------------------------------------- | ------------- | ------------------------------- |
| 2008 | Jonas Brothers: Living the Dream          | Sig selv      |                                 |
| 2009 | Jonas Brothers: The 3D Concert Experience | Sig selv      |                                 |
| 2009 | JONAS                                     | Frankie Lucas | TV serie; tilbagevendende rolle |
| 2009 | Camp rock: Final jam                      |               | Disney Channel film fra 2010    |

Lidt senere var han med i et enkelt afsnit af JONAS LA.

## Priser
| År   | Pris               | Kategori                     | Arbejde | Resultat                  |
| ---- | ------------------ | ---------------------------- | ------- | ------------------------- |
| 2009 | Teen Choice Awards | Choice TV Breakout Star Male | JONAS   | Nominated [kilde mangler] |